# Eva Terčelj
Eva Terčelj (Liubliana, 21 de enero de 1992) es una deportista eslovena que compite en piragüismo en la modalidad de eslalon.
Ganó cinco medallas en el Campeonato Mundial de Piragüismo en Eslalon entre los años 2010 y 2023, y tres medallas en el Campeonato Europeo de Piragüismo en Eslalon entre los años 2017 y 2024.

## Palmarés internacional
| Campeonato Mundial | Campeonato Mundial      | Campeonato Mundial | Campeonato Mundial |
| Año                | Lugar                   | Medalla            | Competición        |
| ------------------ | ----------------------- | ------------------ | ------------------ |
| 2010               | Liubliana (Eslovenia)   | Medalla de bronce  | K1 por equipos     |
| 2013               | Praga (República Checa) | Medalla de bronce  | K1 por equipos     |
| 2019               | Seo de Urgel (España)   | Medalla de oro     | K1 individual      |
| 2022               | Augsburgo (Alemania)    | Medalla de plata   | K1 por equipos     |
| 2023               | Londres (Reino Unido)   | Medalla de bronce  | K1 cross           |
| Campeonato Europeo |                         |                    |                    |
| Año                | Lugar                   | Medalla            | Competición        |
| 2017               | Tacen (Eslovenia)       | Medalla de oro     | K1 por equipos     |
| 2021               | Ivrea (Italia)          | Medalla de plata   | K1 individual      |
| 2024               | Tacen (Eslovenia)       | Medalla de oro     | K1 por equipos     |